# Шифър на нихилистите

## Шифър на нихилистите
В история на криптографията шифърът на нихилистите е ръчен (не машинен) симетричен шифър първоначално използван от руските нихилисти през 1880 година за организиране на терор срещу царския режим в Русия.

### Пример
Тук се използва квадрата на Полибий като в началото се нанася ключовата дума – в случая ZEBRAS, а останалото място се допопълва с азбуката която остава:
|   | 1 | 2 | 3 | 4 | 5 |
| 1 | Z | E | B | R | A |
| 2 | S | C | D | F | G |
| 3 | H | I | K | L | M |
| 4 | N | O | P | Q | T |
| 5 | U | V | W | X | Y |

сега с текста за шифровка "DYNAMITE WINTER PALACE" (превод: взривете зимния дворец) и ключ за шифровка (различен от ключа за съставяне на таблицата!) RUSSIAN.
След като превърнем в цифри получаваме:
```
Текст:  23  55   41  15  35  32  45  12  53   32  41  45  12  14  43  15  34  15  22  12
Ключ:  14  51   21  21  32  15  41  14  51   21  21  32  15  41  14  51  21  21  32  15
Шифър:  37  106  62  36  67  47  86  26  104  53  62  77  27  55  57  66  55  36  54  27
```

След сумиране на текста и ключа получаваме шифъра.